# 桜塚古墳
桜塚古墳（さくらづかこふん）は愛知県丹羽郡大口町秋田にある古墳。

## 概要
大口町内を通る県道179号の五条川にかかる桜橋の東側に位置する円墳で、墳径約14メートル・墳高約2.6メートル。昭和初期に村の青年らによって発掘が行なわれたが、河原石が積まれていたのみで出土品は無かったとされる。河原石が石室の類であったのかは不明だが、以降現在に至るまで発掘調査は行なわれていない。
奈良時代の終わり頃に訪れた行者が、杖に使っていた桜の枝をこの地にさしたところ、根づいて一重と八重の花を咲かせたと言い伝えられ、これによって「桜塚」と呼ばれるようになったと言う。現在は畑地の一角にあって墳丘上に数本の桜の樹があり、五条川の桜が咲くのと同じ時期に花を咲かせる。